# Zoom – Das Magazin der Filmemacher
zoom erschien ab August 2009 mit jeweils sechs Ausgaben pro Jahr. Die Filmzeitschrift richtete sich an Filmschaffende und -interessierte, Independent-Filmemacher, Filmstudenten, Amateure sowie Kameramänner, Regisseure und Filmeditoren.
Das Heft beinhaltete sowohl Neuigkeiten aus der Film- und Festivalszene als auch Informationen und Tipps zu Filmtechnik, Filmzubehör und deren Verwendung. Schwerpunkt waren die Praxisreportagen aus diversen Abteilungen der Filmproduktion. Weiterhin behandelte zoom verschiedene Filmformen wie Kurzfilm, Spielfilm, Dokumentarfilm, Imagefilm, Werbefilm, Animations- und 3D-Film, aber auch neue Formen und Formate wie Webserien. Abgerundet wurde das Konzept durch Workshops zu einzelnen Bereichen der Filmproduktion.

## Geschichte
Gründungschefredakteur war der Fachjournalist Jürgen Lossau, der das Magazin von 2009 bis 2013 leitete. Ab der ersten Ausgabe begleitete Kameramann Michael Ballhaus die Zeitschrift als Interview- und Workshoppartner. Im Juni 2012 erschien zudem das erste Fachbuch in der zoom Edition Filmen wie Ballhaus – Basics der Filmgestaltung (Verlag atoll medien). Ab der Ausgabe 05/2013 war Timo Landsiedel Chefredakteur des Magazins, das mit Erscheinen der Ausgabe 04/2014 eingestellt wurde.
Timo Landsiedel übernahm die Facebookpräsenz des Verlags und startete ab 1. März 2015 einen Blog mit dem Namen Filme und Macher, auf dem noch bis zum 11. Dezember 2015 Blogartikel veröffentlicht wurden.